# Tsotsitaal
Tsotsitaal, auch bekannt als Flaaitaal, ist ein hauptsächlich von Männern gesprochener Soziolekt der südafrikanischen Townships, vor allem in der Gauteng-Provinz in Südafrika, etwa Soweto. Ellen Hurst bezeichnet Flaaitaal auch als „stylect“, da extralinguistische Merkmale, besonders die Sprechweise, eine wichtige Rolle spielen.  Die Struktur von Tsotsitaal basiert vor allem auf Afrikaans, das Vokabular stammt jedoch zu einem großen Teil aus dem Wortschatz von Zulu, Xhosa, den Sothosprachen (Nord-Sotho/„Pedi“, Süd-Sotho und Tswana) und Englisch. Es ist sehr schwer, genaue Angaben über Ursprung, Geschichte und Definition von Tsotsitaal zu machen, da der wissenschaftliche Diskurs hierzu große Differenzen und teilweise Widersprüche einschließt. Zudem handelt es sich um einen Soziolekt, der sich ständig verändert, regional stark variieren kann und dessen Verwendung je nach Alter, Geburtsort und sozialer Stellung sehr unterschiedlich ist.

## Etymologie
Das Wort flaaitaal setzt sich zusammen aus flaai (Afrikaans „stadterfahren“ oder „clever“) und taal („Sprache“). Die zweite, mindestens genau so häufig verwendete Bezeichnung ist „Tsotsitaal“. Der Begriff tsotsi bedeutet gemeinhin so viel wie „Gangster“, seine Herkunft ist aber nicht eindeutig geklärt. Laut Glaser beschreibt es einen modischen Trend der Townshipjugend in den 1940er Jahren, sogenannte „Zoot Suits“ zu tragen. Dieser Trend etablierte sich stark und wird scheinbar mit dem spezifischen Habitus eines Gangsters assoziiert. Nicht zuletzt durch den Film „Tsotsi“ (2005) wurde diese Bezeichnung auch über die Grenzen Südafrikas hinaus eindeutig mit Kriminalität und Gangstertum in Verbindung gebracht.

## Abgrenzung von anderen Sprachvarietäten
Die ersten Zeugnisse von Tsotsitaal stammen aus Sophiatown und anderen Townships in der Gegend nördlich um Johannesburg und wurden dort in den 1940er Jahren dokumentiert. Die literarischen Quellen zur genauen Definition beziehungsweise Abgrenzung von Tsotsitaal gegenüber anderen Varietäten sind widersprüchlich. So wird im Sammelband „Language in South Africa“ Iscamtho von K.D.P. Makhudu mit Tsotsitaal gleichgesetzt, während Ntshangase im nächsten Kapitel des gleichen Sammelbandes beide Varietäten unterscheidet. Er definiert die Unterschiede wie im Folgenden erläutert: Iscamtho entstand wohl eher in der südlichen Minengegend von Johannesburg und wurde stark von den Amalaita-Banden beeinflusst. Tsotsitaal habe seinen Ursprung eher in der Gegend nördlich von Johannesburg, insbesondere in Sophiatown, woher auch die ersten Aufzeichnungen von Tsotsitaal stammen. Linguistisch lassen sich insofern Unterschiede beobachten, als dass Tsotsitaal deutlich mehr Einflüsse aus dem Afrikaans aufweist. Iscamtho hingegen ist stärker durch das Englische geprägt und basiert je nach Varietät auf Zulu oder Sotho. Seit dem Aufstand in Soweto 1976 ist die Verwendung von Tsotsitaal jedoch zugunsten von Iscamtho zurückgegangen, so dass heute in Soweto Iscamtho weiter verbreitet ist. Hurst legt in ihrer Promotionsarbeit dar, dass Iscamtho und  Tsotsitaal einen gemeinsamen Ursprung haben könnten und sich erst später durch unterschiedlich starke Einflüsse von Sotho, Zulu oder Afrikaans veränderten. Als möglichen gemeinsamen Ursprung schlägt sie Shalambombo vor. Dieses wurde laut Ntshangase (1995) von den Amalaita-Banden gesprochen. Das Wort setzt sich zusammen aus Zulu shala („meiden“) und mbombo („herumdrehen“), was laut Hurst (2002) womöglich auf den geheimen Charakter von Shalambombo hindeutet. In unterschiedlichen Townships sind unterschiedliche Namen für Tsotsitaal verbreitet, wie beispielsweise Flaaitaal, Withi, Sepantsula, Setsotsi, Himbul, Hova oder Bika, um nur einige Beispiele zu nennen. Diese vielen verschiedenen Bezeichnungen können als Zeugnis der großen Flexibilität von Tsotsitaal verstanden werden. Laut Makhudu handelt es sich bei Fanakalo  nicht um eine Form von Tsotsitaal, sondern um eine Pidgin-Sprache, die sich vermutlich in den Minen durch die Einflüsse  verschiedener Sprachen entwickelte. Tsotsitaal ist aber keine Pidgin-Sprache, da es der Kommunikation innerhalb einer Sprachgruppe dient, oder zumindest innerhalb einer Gruppe mit ähnlichem soziokulturellen Hintergrund und Perspektiven verwendet wird.

## Ursprung
Die Grundlagen für Tsotsitaal wurden in Südafrika im 19. Jahrhundert geschaffen, als viele verschiedene Sprachen in den Bergbauregionen rund um Johannesburg aufeinandertrafen. Die im Bergbau beschäftigten Männer kamen aus den unterschiedlichsten Teilen Südafrikas und darüber hinaus. Manche sprachen Sotho-Sprachen wie Pedi oder Tswana, andere Nguni-Sprachen wie Zulu oder Xhosa. Menschen, die aus Europa kamen, um ihr Glück in Südafrika zu suchen, sprachen Englisch, Deutsch, oder Französisch, um nur einige Beispiele zu nennen. 1916 dokumentierte M.S. Evans, wie Farmarbeiter versuchten, zur Kommunikation mit ihren „Unterdrückern“ Afrikaans zu sprechen. Diese Aufzeichnungen aus der Gegend westlich von Johannesburg liefern Zeugnis eines gebrochenen Afrikaans.  Sie  sind ein möglicher Beleg für Matheras Theorie (1987:14), der davon ausgeht, dass die Ursprünge von Tsotsitaal in der Kommunikation von Hausangestellten  mit der weißen, afrikaanssprachigen „Oberschicht“ liegen. Die Hausangestellten waren in der Regel Südafrikaner mit einer der Bantusprachen als Muttersprache. Diese Art von Afrikaans wurde jedoch gemeinhin als kitchen kaffir bezeichnet, was auch mit dem bereits erwähnten Fanakalo in Beziehung steht und anderen Quellen zufolge keinerlei Verbindung zu Tsotsitaal besitzt. Makhudu verweist in seinem Artikel auf van Rensburg, der auf die Einflüsse der in der Nähe der Minen lebenden Griqua-Gruppen hinweist. So könnte Tsotsitaal eine Art Proto-Pidgin sein, das aus der Notwendigkeit heraus entstand, trotz unterschiedlicher Sprachhintergründe miteinander zu kommunizieren. Eine weitere Theorie verweist hingegen auf den urbanen Gebrauch von Tsotsitaal und die Distanzierung der Sprecher von der Landbevölkerung. Die rurale Bevölkerung wurde laut Molamu (1995) mit negativen Ausdrücken wie country bumkins oder kalkoenes (Afrikaans „Truthahn“) beschrieben, wohingegen Sprecher von Tsotsitaal sich selber als „clever“ und autie bezeichneten.

## Tsotsitaal als Gangstersprache
Ebenfalls zu Beginn des 19. Jahrhunderts bildeten sich in der Gegend um Johannesburg Banden, die von dem berühmt-berüchtigten Nongoloza (auch als Mzuzhepi Mathebula oder Jan Note bekannt) angeführt wurden. Dieser führte eine „band of robbers“ an, die den Minenarbeitern teilweise auf ihren Heimwegen auflauerten und ihnen den Lohn stahlen, in Häuser einbrachen, oder in den Bergen wegelagerten. Sie nannten sich umkhosi wezintaba – „Regiment der Berge“. Bandenmitglieder wurden für ihre kriminellen Handlungen verhaftet und in Gefängnisse gesperrt, in denen sie die Organisation ihrer Bande festigten. Diese ähnelten den Strukturen einer kolonialen Armee, und Nongoloza war in der Lage, diese auch aus dem Gefängnis heraus zu kommandieren. Auf dieser Grundlage entwickelten sich in den Gefängnissen vermehrt Banden wie die sogenannte The Numbers Gang. Die Machtstrukturen dieser Gangs sind bis heute nicht nur in den Gefängnissen von Südafrika beherrschend, sondern erstrecken ihre Wirkung bis in die Townships. Sie verfügen über eine sehr komplexes System der Organisation und über besonders strenge Regeln. Interessant ist der Einfluss von Afrikaans auf den Sprachgebrauch und die Etablierung gewisser Bezeichnungen innerhalb der Gefängniskultur. Dieser starke Einfluss ist darauf zurückzuführen, dass in den 1960er und 70er Jahren ungefähr doppelt so viele Coloureds wie „Africans“ inhaftiert waren. Tsotsitaal wird aber vorrangig auch mit den in den Townships lebenden Tsotsis (junge, kriminelle Männer, „Gangster“) assoziiert (vgl. Abschnitt Etymologie).

## Style
Die von Hurst (2002) geführten Interviews verdeutlichen, dass mit Tsotsitaal auch ein „style“ und für Städter typische Verhaltensweisen assoziiert werden, zum Beispiel wenn die befragten Tsotsitaalsprecher Kleidung und Körpersprache  der Landbevölkerung mit ihrer eigenen vergleichen. Es besteht eine starke Affinität zu Markenkleidung, die  in ländlichen Gegenden nur sehr selten erworben werden kann. Einige der interviewten Jugendlichen behaupten, aufgrund von  modischen Unterschieden die Herkunft einer Person aus einer ruralen Gegend feststellen zu können. Bezüglich des Ganges sagte eine der befragten Frauen aus, dass sie selber vom Land stamme und die Stadtbevölkerung im Gegensatz zu ihr smoothly gehen würde. Sie selber würde mit hard steps laufen, die von der Arbeit auf dem Land gezeichnet seien. Auch spricht die urbane Bevölkerung angeblich schneller als die Landbevölkerung. Verhaltensunterschiede betreffen weitere Aspekte, wie Trinkverhalten, die Präferenz bestimmter Sportteams und den Lebensstil im Allgemeinen. Dieser „style“ ist in besonderem Maße identitätsstiftend und wird von sprachlichen Merkmalen begleitet und unterstrichen. Jugendliche aus urbanen Gegenden bezeichnen ihn  als streetwise oder clever.

## Tsotsitaal als Slang
Tsotsitaal wird bei Weitem nicht ausschließlich von Gangstern („Tsotsis“) gesprochen, sondern ist fast überall in Südafrika präsent, wobei der Grad der Verwendung stark abhängt von Township,  Alter, sozialer Klasse, Geschlecht und  Geburtsort. Calteaux (1996) bezeichnet Tsotsitaal als lingua franca der Townships, deren geheime Codes und Slang-Bezeichnungen teilweise in den allgemeinen Sprachgebrauch Südafrikas übernommen werden. Beispielsweise wurde während der Fußballweltmeisterschaft 2010 in Südafrika das Tsotsitaalwort ayoba (etwa: „cool“, Ausdruck von Begeisterung) sowohl im südafrikanischen Radio, Fernsehen und der Zeitung verwendet, und „make it ayoba!“ war einer der Hauptslogans der Fußballweltmeisterschaft. Er erlangte internationale Bekanntheit genau wie das Wort diski („Fußball“). Berühmt wurde auch der diski-dance, der an vielen Orten in Südafrika eingeübt und im Rahmen der Feierlichkeiten zur WM getanzt werden sollte. Beispielsweise führte das Gemeindezentrum Sinethemba in Knysna einen Diski-dance-Workshop für über 1000 Jugendliche und Kinder durch.  Hieran wird deutlich, dass es sich bei Tsotsitaal nicht bloß um eine Gangstersprache handelt, sondern diese durchaus für durchschnittliche Südafrikaner identitätsstiftend sein kann. Selbst Erzbischof Desmond Tutu spricht laut einem Artikel der Sunday Times in Alltagsgesprächen mit seinen Freunden Tsotsitaal. Auch Poeten und Schriftsteller wie Sipho Sepamla, Achmat Dangor und Essop Patel verwenden Tsotsitaal. Die beiden Letzteren haben keine Bantusprache als Muttersprache, was dafür spricht, dass Tsotsitaal als ein urbanes Phänomen zu betrachten ist. Tsotsitaal ist sekundär erlernbar und gerade der Prozess des Lernens und der ständigen Veränderung setzt das ständige Sprechen und eine kontinuierliche Anpassung voraus.

## Geschlechterspezifik
Tsotsitaal wird vor allem von Männern der Africans und Coloureds in den Townships gesprochen.(Im Kontext der Bevölkerungsstruktur Südafrikas bezieht sich der Begriff „coloured“ auf den Teil der dort lebenden Gesellschaft, der weder als „African“ noch als „White“ (Nachfahren der weißen kolonialen Besetzer) bezeichnet wird.  Er schließt Personen ein, die entweder von Khoisan-Gruppen (älteste identifizierbare Bevölkerungsgruppen Südafrikas) abstammen oder auf Verbindungen zwischen „africans“ und „whites“ zurückgehen. Diese Begriffe stellen keine rassistischen Bezeichnungen der Verfasserin dar, sondern werden in Südafrika standardmäßig verwendet und  mit verschiedenen kulturellen Hintergründen verbunden.) Die meisten Sprecher sind zwischen 15 und 54 Jahren alt. Makhudu liefert verschiedene Erklärungsmöglichkeiten für die hauptsächliche Verwendung von Tsotsitaal durch Männer. Zum einen hält er  die traditionelle Initiation von Männern in Bantukulturen  für nicht unwichtig, da es sich hier um ein Ritual handelt, bei dem Männer von Frauen isoliert waren. Aber auch das von Frauen isolierte Leben der Männer in den Bergbau-Regionen oder in südafrikanischen Gefängnissen könne eine Erklärung  sein. Die Zahl der Inhaftierten war allgemein hoch – bereits für nichtige Delikte wurden hohe Freiheitsstrafen verhängt. In diesen überwiegend männlichen Gesellschaften entwickelten sich eine eigene Dynamik, eigene Diskurse, und wahrscheinlich auch  spezifische Formen der Kommunikation. Der Einfluss dieser patriarchalischen Strukturen auf Tsotsitaal ist groß. Molamu bezeichnet Tsotsitaal als eine sexistische Sprache. Es gäbe häufig benutzte beleidigende Bezeichnungen für Frauen, wie beispielsweise rubber-neck, sker oder das amerikanische Wort „bitch“. Nicht selten würden sich Männer in Flaaitaal auf Frauen beziehen, indem sie von gwang oder gwer sprächen (Synonyme für den Begriff „Vagina“). Molamu  erklärt, dass Frauen damit offen sexualisiert und auf ihre äußeren Geschlechtsmerkmale reduziert würden. Zwar würden Tsotsitaal sprechende Frauen  zunehmend akzeptiert, jedoch sprächen, laut der von Hurst aufgenommenen Interviews, junge Frauen Tsotsitaal lediglich, um „cool“ zu wirken. Dies wird mit einem Verhalten verbunden, das von großen Teilen der Gesellschaft für Frauen als unsittlich empfunden wird, ähnlich wie der öffentliche Konsum von Alkohol oder Zigaretten. Zwar lässt sich ein solches Verhalten in den Townships sehr häufig beobachten, jedoch handelt es sich dabei meistens um Männer, die dafür deutlich weniger kritisiert werden als Frauen.

## Tsotsitaal als Antisprache
Eine interessante Perspektive bietet das von Halliday entwickelte Konzept einer Antilanguage, das sowohl  Ntshangase als auch Makhudu auf Tsositaal anwenden. Es stellt einen Zusammenhang her zwischen einer Anti-Sprache und einer Anti-Gesellschaft, die jeweils innerhalb einer größeren Gesellschaft bestehen. Tsotsitaal sei im Konstrukt der südafrikanischen Gesellschaft zu betrachten, in der die gesamte nicht-weiße Bevölkerung während der Apartheid unter den Repressalien des politischen Systems zu leiden hatte. Dies führte unweigerlich zu Widerstand, der auf brutale Weise und lange Zeit unterdrückt wurde und damit eine Anti-Gesellschaft entstehen ließ mit Tsotsitaal als sprachlichem Code. Aus dieser Perspektive wird noch einmal deutlich, dass es sich bei Tsotsitaal nicht um eine Pidgin-Sprache handelt. Halliday: „The simplest form taken by an anti-language is that of the creation of new words for old, it is a language being relexicalised.“

## Prozesse der Relexikalisierung
Makhudu nennt verschiedene Prozesse der Relexikalisierung, die er als  „metaphorical processes“ bezeichnet. Im Folgenden werden die von ihm beschriebenen Prozesse kurz zusammengefasst. (die Verwendeten Abkürzungen bedeuten: bt: Bantusprache, af: Afrikaans, en: English, ts: Tsotsitaal)
a) Nasalisierung: Die Konsonanten /b/, /d/, /f/, /v/, /p/, /t/, /d/ werden durch /m/ ersetzt, zum Beispiel
Afrikaans baikie „Jacke“ > Tsotsitaal /maikie/
Afrikaans dom „dumm“ > Tsotsitaal /mom/
Englisch beer „Bier“ >  Tsotsitaal /miya/
b) Entlehnung von Suffixen aus Bantusprachen, Afrikaans oder Englisch und deren freie Kombination mit Lexemen aus anderen Sprachen, zum Beispiel
das Suffix -s aus Afrikaans oder Englisch zur Bildung von Pluralformen, wie in ntwana  „Kind“ (aus Bantusprachen) > Tsotsitaal /ntwana-s/ „Kinder“
das Morphem -a aus Bantusprachen zur Bildung flektierter Verbformen, wie in Englisch drift > Tsotsitaal /drifta/ „verlassen“
das Diminutivsuffix -kie (aus Afrikaans), wie in Afrikaans dronk „betrunken“ > Tsotsitaal /dronki/ „Betrunkener“
c) Vollständige oder Teil-Reduplikation zur Bildung neuer Lexeme, zum Beispiel
Englisch nice  „hübsch“ > Tsotsitaal /naisa-naisa/ „Party“
Bantusprachen thenga „kaufen“ > Tsotsitaal /thenga-thenga/ „billige Frau“
Afrikaans snaaks „komisch“ > Tsotsitaal /snakanaka/ „dämliche, blöde Person“
Tsotsitaal ndama „Geld“ > /ndadama/ „Geld“
d) Lexikalische Metaphern (Bedeutungswandel) durch Assoziation in Farbe, Stoff oder Geräusch, zum Beispiel
Tsotsitaal /braun/ „braun“ > „Brandy“
Afrikaans, Tsotsitaal yster „Eisen“ >  Tsotsitaal /eister/ „Münze“
Tsotsitaal /vum/ „Auto“ (onomatopoetisch)

## Vokabular
Das Tsotsitaal-Vokabular setzt sich zusammen aus Vokabeln verschiedener südafrikanischer Sprachen. Die Basis bieten vor allem die Sotho-Sprachen, Zulu, Xhosa, Englisch und Afrikaans. Wie im Abschnitt Prozesse der Relexikalisierung ausgeführt, wird dieses Vokabular oft variiert. Auch Schnalzlaute finden sich im Vokabular des Tsotsitaal, wie beispielsweise in den Wörtern mca „gut“ oder qava „Bier“. In einigen Begriffen lassen sich europäische Wurzeln ausmachen. Zum Beispiel bedeutet das Wort cherry so viel wie „Mädchen; Freundin“ (girlfriend) und ist auf die französische Bezeichnung chérie „Liebste, Teuerste“ zurückzuführen. mieren stammt wohl vom deutschen Verb schmieren und bedeutet in Flaaitaal so viel wie „Geld“.
| Tsotsitaal  | Herkunft            | Englisch            |
| ----------- | ------------------- | ------------------- |
| ayoba       | –                   | expresses amazement |
| bra         | English: brother    | brother             |
| cherry      | Französisch: chérie | girlfriend          |
| diski       | –                   | soccer              |
| chommie     | –                   | friend              |
| four five   | –                   | penis               |
| gata        | –                   | policeman           |
| heita       | hello               | hello               |
| izojumpa    | Bantu               | others will know    |
| kasi        | Afrikaans: lokasi   | Township            |
| naisa-naisa | English: nice       | to party            |
| yayatsala   | –                   | you are taking long |
| zol         | English: jolly      | Joint               |
| tsaysza     | –                   | girl                |
| six-nine    | –                   | to urinate          |